# Rascló de Cuvier
El rascló de Cuvier (Dryolimnas cuvieri) és una espècie d'ocell de la família dels ràl·lids (Rallidae) que habita el sotabosc, vegetació de ribera i manglars de Madagascar i Aldabra.